# Symphytognatha imbulunga
Symphytognatha imbulunga är en spindelart som beskrevs av Griswold 1987. Symphytognatha imbulunga ingår i släktet Symphytognatha och familjen Symphytognathidae. Inga underarter finns listade i Catalogue of Life.